# Wappen der Gemeinde Polsingen
Das Wappen der Gemeinde Polsingen ist das Hoheitszeichen der Gemeinde Polsingen im mittelfränkischen Landkreis Weißenburg-Gunzenhausen.

## Blasonierung
„Über silbernem Schildfuß, darin ein durchgehendes rotes Andreaskreuz, gespalten, vorne in Rot ein silberner Rüdenrumpf mit goldenem Kettenhalsband, hinten geviert von Silber und Schwarz.“

## Geschichte
Als 1978 Döckingen, Ursheim und Trendel nach Polsingen eingemeindet wurden, wurde entschieden, der Gemeinde Polsingen ein neues Wappen zu geben. Das Wappen weist auf die Geschichte der Ortsteile hin. Das Andreaskreuz, das an die Herren von Oettingen erinnert, stammt aus dem Wappen von Trendel. Der Hundekopf war Teil des Familienwappens der Polsinger Herren von See. Von den Markgrafen von Brandenburg-Ansbach, die das Grundrecht in Döckingen, Polsingen und Ursheim besaßen, stammt die Vierung von Silber und Schwarz.